# Waziristan

Una bandiera usata da un movimento di resistenza nel Waziristan contro le truppe britanniche durante il 1930, con il Takbīr inscritto in essa.

Il Waziristan (Urdu: وزیرستان) è una regione montagnosa del nord-ovest del Pakistan, che copre una superficie di 11.585 km² tra il fiume Tochi a nord e il fiume Gomal a sud, formando parte delle Aree tribali amministrate direttamente dal governo federale del Pakistan.

## Descrizione
Ad Ovest la Linea Durand segna il labile confine con l'Afghanistan. A nord si trova l'Agenzia di Kurram, ad est la Provincia della Frontiera Nord-occidentale e a sud-ovest si trova la Provincia del Belucistan.
Il Waziristan è diviso in due parti, Waziristan del Nord e Waziristan del Sud, con una popolazione stimata (nel 1998) rispettivamente di 361.246 e 429.841 abitanti. Le due parti hanno caratteristiche abbastanza distinte, sebbene entrambe le tribù siano sottogruppi dei Waziri e parlino una comune lingua waziri.
La regione era un territorio tribale indipendente fin dal 1893, estranea sia all'egemonia britannica sull'India (Raj)  sia all'Afghanistan. Le incursioni tribali all'interno del territorio britannico erano un problema costante per gli inglesi, così da richiedere diverse spedizioni punitive tra 1860 e il 1945. La regione divenne parte del Pakistan nel 1947.
Socialmente e religiosamente il Waziristan è un'area estremamente conservatrice. Ogni famiglia deve essere guidata da una figura maschile e le donne sono attentamente controllate. I Waziri hanno una reputazione formidabile come guerrieri e sono conosciuti per le loro frequenti faide. Le tribù sono divise in sotto-tribù governate da anziani capi villaggi che s'incontrano in una jirga tribale. La coesione tribale è assai forte grazie ai cosiddetti Atti di Responsabilità Collettiva nelle Regole dei Crimini di Frontiera. Tradizionalmente, i capi religiosi locali waziri ospitano fuggitivi provenienti dall'Afghanistan, fra cui di recente i talebani afgani e gli stranieri di al-Qāʿida, per cui il governo pakistano e le forze USA vi cercano i fuggitivi.

## Waziristan del Nord
Geograficamente, il nord è abitato dalle tribù Darwesh Khel o Wazir, il cui nome deriva da questa regione, che vivono in villaggi di montagna fortificati (Razmak, Datta Khel, Spin Wam, Dosali, Shawa), e i Dawar, anche conosciuti come Daurr o Daur, che coltivano le vallate sottostanti (Miranshah, Mrali, Edak, Hurmaz, Hassu Khel, Haider Khel).

## Waziristan del Sud
Il sud è abitato in maggioranza dalle tribù Mehsod, che vivono in tende nei villaggi e pascolano le loro caratteristiche pecore, dai musi bianchi e neri. L'agenzia per il Sud Waziristan ha sede nel distretto di Wana. Il Sud Waziristan, che comprende 6.500 chilometri quadrati, è il più vasto distretto delle Aree tribali del Pakistan. Non è sotto la diretta amministrazione del governo pakistano, ma indirettamente governata da un agente politico, qualche volta uno straniero, qualche volta un waziri; un sistema che fu ereditato dall'impero britannico (Raj).